# Бруновце
Бруновце (слч. Brunovce) насељено је мјесто са административним статусом сеоске општине (слч. obec) у округу Ново Место на Ваху, у Тренчинском крају, Словачка Република.

## Становништво
| Година:    | 1994. | 2004.   | 2014.   | 2024.    |
| ---------- | ----- | ------- | ------- | -------- |
| Број људи: | 534   | 544     | 551     | 638      |
| Разлика:   |       | +1,87 % | +1,28 % | +15,78 % |

| Година:    | 2023. | 2024.   |
| ---------- | ----- | ------- |
| Број људи: | 632   | 638     |
| Разлика:   |       | +0,94 % |

Према подацима о броју становника из 2024. године насеље је имало 638 становника.